# Thomas Luckmann
Thomas Luckmann (* 14. Oktober 1927 in Aßling, Königreich Jugoslawien; † 10. Mai 2016 in Kärnten, Österreich) war ein österreichisch-amerikanischer Soziologe, der hauptsächlich in Deutschland lehrte. Er war Gründungsmitglied im P.E.N.-Club Liechtenstein.

## Leben
Luckmanns Vater Karl war jugoslawischer Staatsbürger, wenngleich noch in der Habsburgermonarchie geboren, seine Mutter Virina gebürtige Slowenin. Nach der deutschen Besetzung Jugoslawiens war Luckmann formal deutscher Staatsangehöriger und meldete sich 1944 in Wien zur Luftwaffe. Er wurde als Flakhelfer eingesetzt und geriet in Kriegsgefangenschaft. Nach Kriegsende lebte er in Wien, wo er die Matura nachholte.
Luckmann studierte ab 1947 Sprachwissenschaften und Philosophie an der Universität Wien und ging 1948 in die französische Besatzungszone in Österreich, wo er an der Universität Innsbruck außerdem Psychologie, Kirchenslawisch, Ägyptologie, französische Philologie sowie Geschichte und Germanistik studierte. 1950 ging er mit seiner Frau Benita in die USA und setzte sein Studium an der New School for Social Research in New York fort, unter anderem bei Alfred Schütz. 1953 erhielt er die amerikanische Staatsbürgerschaft. Nach einem Master of Arts in Philosophie mit einer Arbeit über Albert Camus im Jahr 1953 promovierte Luckmann 1956 in Soziologie und lehrte zunächst als „Teaching Assistant“ am Hobart College in Geneva (New York). 1960 wurde er Assistant, später Associate Professor an der New School for Social Research. 1965 erhielt er einen Ruf an die Universität Frankfurt am Main. Von 1970 bis zu seiner Emeritierung 1994 war er Professor für Soziologie an der Universität Konstanz; dort wurden Manuskripte seiner Arbeiten archiviert; Sein Originalnachlass befindet sich im Sozialwissenschaftlichen Archiv Konstanz. Luckmann war seit 1950 mit Benita Luckmann (1925–1987) verheiratet. Nach ihrem Tod war er, bis er verstarb, in einer jahrzehntelangen Partnerschaft mit Renate Lachmann, Inhaberin des Lehrstuhls für Allgemeine Literaturwissenschaft und Slawische Literaturen an der Universität Konstanz.
Luckmanns bekannteste Werke sind Die gesellschaftliche Konstruktion der Wirklichkeit (1966, zusammen mit Peter L. Berger), The Invisible Religion (1967; 1991 in deutscher Übersetzung: Die unsichtbare Religion) und Strukturen der Lebenswelt (1982, Bearbeitung aus dem Nachlass von Alfred Schütz). In seinen Forschungen beschäftigte sich Luckmann mit Sozialkonstruktivismus, phänomenologischer Soziologie, Wissenssoziologie, Religionssoziologie, Kommunikationssoziologie sowie Wissensphilosophie.

## Bedeutung
Luckmann hatte u. a. großen Einfluss auf die Religionssoziologie. An Durkheim anknüpfend, dessen Gedanken zu einem funktionalistischen Religionsbegriff er für bahnbrechend hielt, leitete Luckmann mit seiner These von der Privatisierung der Religion bzw. von der „unsichtbaren Religion“ eine grundlegende Wende in der Religionssoziologie ein. Religiosität wurde nun nicht mehr verstanden als die Praxis, sich einem transzendenten Heiligen zuzuwenden, auch wurde sie bei Luckmann nicht mehr an ihrer institutionalisierten Form („Kirchlichkeit“) festgemacht, vielmehr fragt er nach der individuellen Religiosität, nach Funktion und Bedeutung der Religion für das Individuum in der modernen Gesellschaft. Als „religiös“ bezeichnet Luckmann bereits den Akt, in dem ein menschlicher Organismus seine Natur überschreitet und zu einem gesellschaftlichen Wesen wird. Diese Veränderung des Blickwinkels führte im Anschluss an Luckmann auch zu verstärkten Bemühungen, individuelle Religiosität mit Hilfe qualitativer Methoden empirisch zu erforschen.
Luckmanns Werke wurden und werden in der Fachwelt äußerst breit und kontrovers rezipiert. Kritikern ist sein Religionsbegriff zu breit gefasst; viele Bereiche des menschlichen Lebens (z. B. Sportarten wie Fußball) erfüllen die Kriterien des Luckmann’schen Religionsbegriffs und müssten demnach als Religionen bezeichnet werden. Seine genannte Anbindung des Religionsbegriffs an die Gesellschaftlichkeit des Menschen führt gar dazu, dass jegliche menschliche Existenz „religiös“ ist. Dies entkräftet den Religionsbegriff, der nun nicht mehr für die spezifischen Religionen (wie Judentum, Christentum, Islam) verwendet werden kann.
Als zeitgenössische Weiterentwicklung gelten die Arbeiten zur „populären Religion“ von Hubert Knoblauch, der zudem das bahnbrechende Buch Luckmanns Die unsichtbare Religion fast ein Vierteljahrhundert nach seinem Erscheinen ins Deutsche übersetzt hat.

## Werke (Auswahl)
- Das Problem der Religion in der modernen Gesellschaft (1963).
- Die gesellschaftliche Konstruktion der Wirklichkeit (1966, mit Peter L. Berger).
- The Invisible Religion (1967).
  - Die unsichtbare Religion. Mit einem Vorwort von Hubert Knoblauch (suhrkamp taschenbuch wissenschaft. Band 947), Frankfurt am Main 1991.
- Soziologie der Sprache (1975).
- Strukturen der Lebenswelt (1982, aus dem Nachlass von Alfred Schütz).
- Lebenswelt und Gesellschaft (1980).
- Aufsatzsammlung: Lebenswelt, Wissenschaft und Gesellschaft. UVK Verlagsgesellschaft, Konstanz 2007, ISBN 978-3-89669-675-5.

## Sekundärliteratur
- Bernt Schnettler: Thomas Luckmann. Reihe Klassiker der Wissenssoziologie, UVK, Konstanz 2006.
- Bernt Schnettler: Thomas Luckmann. Kultur zwischen Konstitution, Konstruktion und Kommunikation. In: Stephan Moebius & Dirk Quadflieg (Hrsg.): Kultur. Theorien der Gegenwart. VS – Verlag für Sozialwissenschaften, Wiesbaden 2006, ISBN 3-531-14519-3, S. 170–184.
- Hubert Knoblauch: Die Verflüchtigung der Religion ins Religiöse. Thomas Luckmanns Unsichtbare Religion, in: Thomas Luckmann: Die unsichtbare Religion, Frankfurt am Main 1991, S. 7–41.
- Hubert Knoblauch: Thomas Luckmann. In: Dirk Kaesler (Hrsg.): Aktuelle Theorien der Soziologie. Von Shmuel N. Eisenstadt bis zur Postmoderne, München 2005, S. 127–146.